# Ramón Díaz Freeman
Ramón Díaz Freeman (* 30. Januar 1901 in Puerto Plata; † 29. April 1976 in San Cristóbal) war ein dominikanischer Komponist, Fagottist und Organist.
Díaz studierte bei José Ovidio García und spielte unter dessen Leitung im Orquesta Centro Lírico Rafael Emilio Arté Fagott. 1921 erschien als seine erste Komposition der Walzer Flor naciente. Der Gründer Cándido Castellanos holte ihn 1932 in das Orquesta Sinfónica de Santo Domingo, und 1941 wurde er Erster Fagottist des Orquesta Sinfónica Nacional. Daneben wirkte er als Organist in San Cristóbal.
Díaz komponierte Criollas, Märsche, Walzer und Hymnen, darunter die Hymne der Universidad Autónoma de Santo Domingo, weiterhin eine Elegie, ein Menuett, zwei Marchas heroicas und für Klavier ein Walzerzyklus unter dem Titel La leyenda de la aldea. Nach Texten von Fabio Fiallo bzw. Ramón Emilio Jiménez entstanden die Lieder Plenilunio und Lo inocultable. Díaz war der erste dominikanische Komponist, der Kunstlieder nach europäischer Tradition komponierte.
Sein Sohn Ramón Díaz Peralta wurde als Pianist bekannt.